# Hetaerina fuscoguttata
Hetaerina fuscoguttata là loài chuồn chuồn trong họ Calopterygidae. Loài này được Selys mô tả khoa học đầu tiên năm 1878.